# Johannes der Täufer beim Gebet

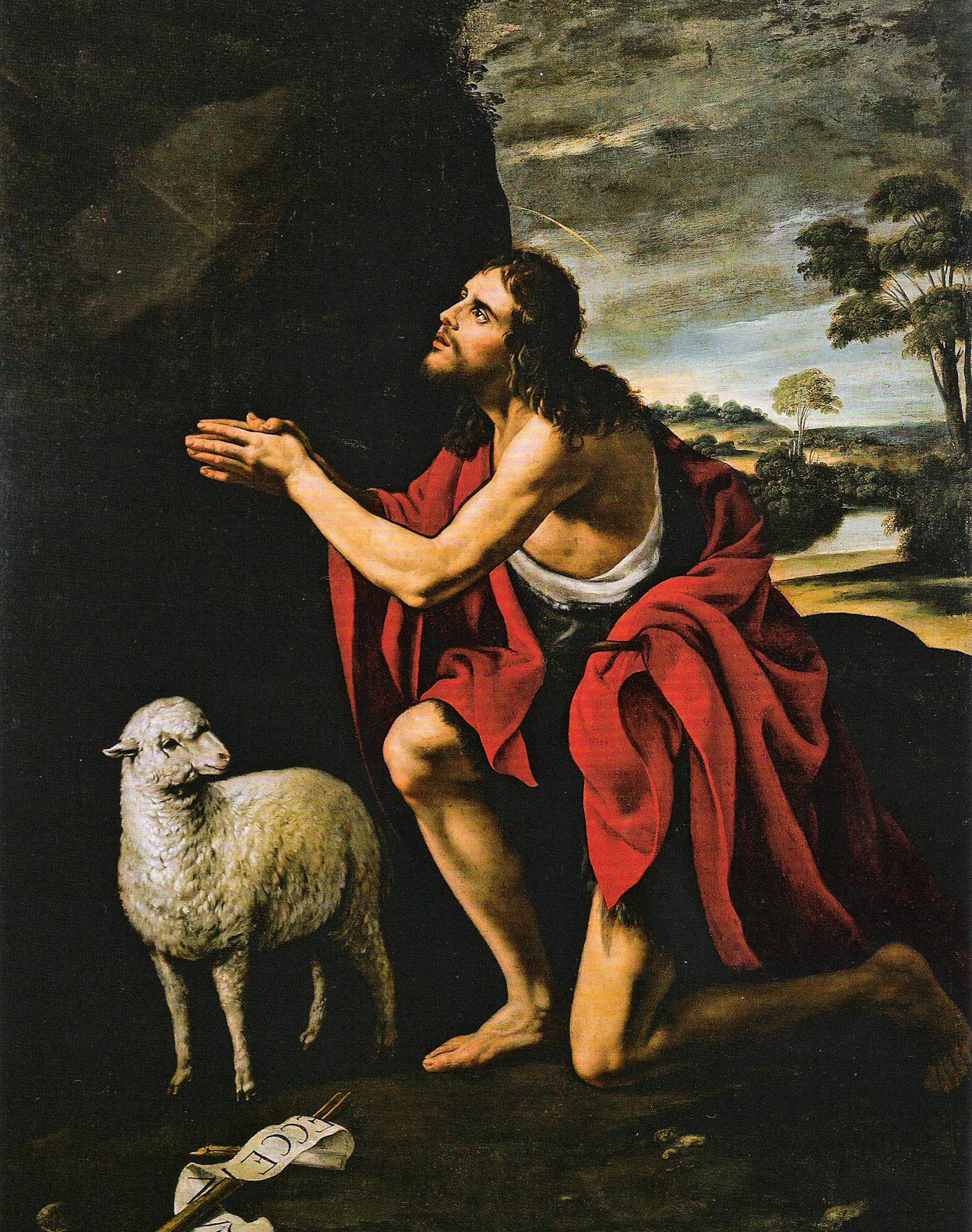
Johannes der Täufer beim Gebet
Juan van der Hamen y León, 1620–1622
184 cm × 143,5 cm
Öl auf Leinwand
Privatsammlung, Madrid

Johannes der Täufer beim Gebet ist ein um 1620–1622 entstandenes Gemälde des spanischen Malers Juan van der Hamen y León. Das  184 cm × 143,5 cm große, in Öl auf Leinwand gemalte Bild ist eine Darstellung von Johannes dem Täufer. Es handelt sich um ein frühes Historiengemälde Juan van der Hamens und befindet sich heute in einer Madrider Privatsammlung.

## Bildbeschreibung
Das Gemälde zeigt Johannes den Täufer in der Bildmitte kniend, so dass ein Knie den Boden berührt, während das andere Bein hockend angewinkelt ist. Er trägt einen roten Mantel, seine Gliedmaßen sind durch das Licht modelliert. Seine Arme sind ausgestreckt, seine Hände zum Gebet zusammengelegt. Sein Kopf, über dem ein Heiligenschein erkennbar ist, ist angehoben, der Blick von Johannes ist in die Höhe gerichtet. Links von Johannes befindet sich ein Schaf, das sich weiß von dem dunklen, felsigen Hintergrund abhebt und auf den Heiligen blickt. Hinter dem Kopf und Rücken des Johannes öffnet sich die Landschaft in die Ferne und es sind ein Fluss und ein Hügel zu sehen.

## Hintergrund
Johannes der Täufer beim Gebet weist viele Gemeinsamkeiten mit van der Hamens Bild San Isidro auf, das ungefähr zur gleichen Zeit entstanden sein muss. Damit gehörte dieses Bild zu den frühsten bekannten Werken van der Hamens. Es hat hingegen wenig Gemeinsamkeiten mit seinen späteren Historiengemälden. Das Gemälde zeigt der San Isidro die Fähigkeit van der Hamens bei der anatomischen Zeichnung, was ein Zeugnis seiner Ausbildung war. Johannes der Täufer beim Gebet zeichnet sich durch einen starken Naturalismus aus. Das starke Licht spielt auf dem ausgeformten Körper des Heiligen und dem Fell des Schafes, womit diese Formen aus der sie umgebenden Landschaft herausgehoben werden. Trotz dieser starken Modellierung durch Licht und Schatten nutze Juan van der Hamen y León am linken Arm eine schwarze Linie, um dessen Ausformung noch stärker zu betonen. Dies tat er auch bei den Beinen San Isidros. Später griff van der Hamen das Thema Johannes des Täufers für seine Arbeiten im Convento de la Encarnación wieder auf.
Die Provenienz des Gemäldes ist nicht bekannt. Am 30. Mai 2000 stand Johannes der Täufer beim Gebet bei Finarte in Madrid zur Auktion, erhielt jedoch keinen Zuschlag.